# Waddy Wachtel
Robert "Waddy" Wachtel (Jackson Heights, 24 de mayo de 1947) es un músico, productor discográfico y compositor estadounidense, reconocido principalmente por su trabajo en guitarra y por colaborar como músico de sesión para artistas como Linda Ronstadt, Stevie Nicks, Keith Richards, The Rolling Stones (guitarra líder en la canción "Saint of Me"), Jon Bon Jovi, James Taylor, Iggy Pop, Ringo Starr, Warren Zevon, Rod Stewart, Bryan Ferry, Michael Sweet, Bob Dylan, Jackson Browne y Andrew Gold, tanto en estudio como en directo. Además ha contribuido en una gran cantidad de bandas sonoras para películas.

## Discografía destacada

### Con Ringo Starr
- Old Wave (RCA Records, 1983)
- Time Takes Time (Private Music, 1992)

### Con Keith Richards
- Talk Is Cheap (Virgin Records, 1988)
- Main Offender (Virgin Records, 1992)
- Crosseyed Heart (Republic Records, 2015)

### Con James Taylor
- In the Pocket (Rhino Records, 1976)
- Flag (Columbia Records, 1980)
- Dad Loves His Work (Columbia Records, 1981)

### Con Jon Bon Jovi
- Blaze of Glory (Columbia Records, 1990)

### Con Bob Dylan
- Under the Red Sky (Columbia Records, 1990)

### Con Rod Stewart
- Vagabond Heart (Warner Bros. Records, 1991)